# HD78556
HD78556 — подвійна зоря. 
Ця подвійна система має видиму зоряну величину в смузі V приблизно 5,6.
Вона розташована на відстані близько 898,5 світлових років від Сонця.

## Подвійна зоря
Головна зоря цієї системи належить до хімічно пекулярних зір й має спектральний клас B9.
В той же час спектральний клас іншої компоненти залишається ще не визначеним.